# François Dujardin
Pour les articles homonymes, voir Dujardin.
François Dujardin, né le 1er février 1923 à Paris et mort le 20 novembre 2007 à Viry-Châtillon, est un joueur de volley-ball français.

## Biographie
Il est sélectionné de 1944 à 1956 en équipe de France de volley-ball, et en est le capitaine de 1946 à 1956. Il termine notamment troisième du Championnat d'Europe de volley-ball masculin 1951.
En club, il rejoint le Stade français en 1948 où il est capitaine et remporte à plusieurs reprises le Championnat de France dans les années 1950.
Élu dans l'équipe française du XXe siècle, il est nommé « Gloire du sport » le 24 novembre 1997.